# Vanessa Mioč
Vanessa Mioč (Baden, Švicarska 11. svibnja 1998.) hrvatska je pjevačica duhovne glazbe.

## Život i preseljenje u Hrvatsku
Rođena je i odrasla u Badenu u Švicarskoj. Nakon smrti oca, s majkom i sestrom sve češće je posjećivala Hrvatsku. U dobi od 14 godina, obitelj se preselila u Zagreb.

## Glazbeni put
Pohađala je Školu pjevanja Husar & Tomčić. Prvi susret s duhovnom glazbom imala je na Kamenitim vratima u Zagrebu.

## Vjera i zajednica
Vanessa je članica Molitvene zajednice "Srce Isusovo". Vjera igra ključnu ulogu u njezinu životu i glazbi, a kroz pjesme nastoji prenijeti poruke nade i ljubavi.

## Glazbeni uspjesi
Njezin prvi singl "Vjerujem", koji je otpjevala s Alanom Hržicom, označio je početak njezine glazbene karijere. S tom pjesmom pobijedila je na Festivalu kršćanske glazbe u Poljskoj, poznatom kao "kršćanska Eurovizija".
U travnju 2025. godine objavila je svoj prvi album "Vjerujem", koji sadrži deset pjesama nastalih kao molitve i poruke nade. 

## Nastupi i priznanja
Vanessa redovito nastupa na duhovno-glazbenim događanjima, uključujući i veliki glazbeni spektakl "Progledaj srcem" u zagrebačkoj Areni. Također je sudjelovala na međunarodnim festivalima poput Jubilmusic-International Christian Music Festivala u San Remu. 

## Osobni život
Trenutno je studentica na Zagrebačkoj školi ekonomije i managementa (ZŠEM).

## Album "Vjerujem" 2025.
1. Bog si vjeran – duet s fra Marinom Karačićem
2. Imaš oca
3. Šutnja
4. Još
5. Vjerujem – duet s Alanom Hržicom
6. Tišina – duet s Đurom Ravenščakom
7. Pusti
8. Vjerujem – duet s Alanom Hržicom
9. Opet te trebam
10. Novo srce